# Cromne
Cromne (en grec antic Κρῶμνος) fou una ciutat d'Arcàdia, a la frontera de Messènia, i capital del districte de la Cromnítida. Quan es fundà Megalòpolis el 371 aC, els habitants de Cromne s'hi traslladaren. Podria correspondre a la moderna Neockhório, o a Samarà.